# Двофотонний лазерний мікроскоп

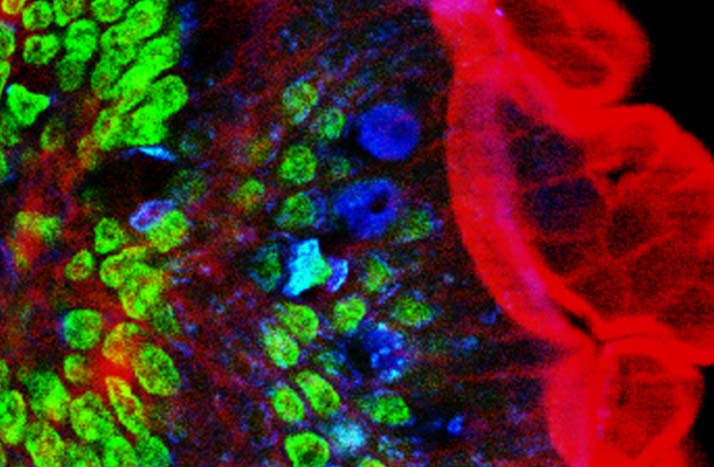
Двофотонне мікроскопічне зображення кишечника миші. Червоний: актин. Зелений: ядра клітин. Синій: слиз з келихоподібних клітин. 780 нм. Отриманий за допомогою титан-сапфірового лазеру.

Двофотонний лазерний мікроскоп — лазерний мікроскоп, який використовує метод візуалізації флуоресценції, що дозволяє реєструвати зображення живих тканин на глибині від одного міліметра, та має високу глибину проникнення. 
Це специфічний метод багатофотонної флуоресцентної мікроскопії, який використовує світло зміщене в червоний спектр, яке, в тому числі, може взаємодіяти з флуоресцентними барвниками, збуджуючи їх світіння. Проте, для кожного збудження, два фотони інфрачервоного випромінювання поглинаються. Використання інфрачервоного світла мінімізує розсіювання в тканинах. На якість зображення мало впливає фонове випромінення. всі ці властивості збільшують глибину проникнення таких мікроскопів.